# 黃祖心
黃祖心（Wong Cho Sum，1998年12月6日－），生於香港，香港足球運動員，司職翼鋒，曾效力香港超級聯賽球會和富大埔。

## 球員生涯
黃祖心生於香港，在大埔三育中學完成中學，於2016年7月加盟丙組聯賽球會聖約瑟，並以上陣取得13球成為球隊神射手，而18歲的他憑著速度與技術及靈活的走位，到球季完結後獲得港超聯球會和富大埔賞識，於2017年7月轉會大埔實現職業足球員目標，而隨住菁英盃改制，規定每隊每場必須派出最少兩名U22球員上陣，使黃祖心於2017年10月29日對東方龍獅的菁英盃分組賽，迎來職業球員生涯的處子戰，而他更正選登場到被69分鐘換出，協助和富大埔最終以5–2勝出。隨後他於2018年2月9日對夢想FC的菁英盃分組賽，在補時階段取得首個職業生涯入球，協助大埔以2–0勝出。

## 外部連結
- 香港足球總會網頁球員註冊資料 （页面存档备份，存于）